# Bacurius I de Iberia
Bakur I (en georgiano: ბაკურ I, latinizada como Bacurius), de la dinastía arsácida, fue un rey de Iberia (conocida nativamente como Kartli antigua Georgia) desde 234 hasta 249.
El nombre Bacurius es la forma  latina de la griega Bakour (Βάκουρ), a su vez una variante del  iraní medio Pakur, derivado del  iraní antiguo bag-puhr ('hijo de un dios'). El nombre "Bakur" es la atestación georgiana (ბაკურ) y armenia (Բակուր) del iraní medio Pakur.
Se le conoce exclusivamente por las crónicas georgianas medievales, que lo sitúan en el puesto 21 o 23 de la lista real de Iberia y se limitan a relatar que Bakur era hijo de Vach'e.